# Tridecanal
Tridecanal ist eine organische Verbindung aus der Gruppe der Alkanale.

## Vorkommen

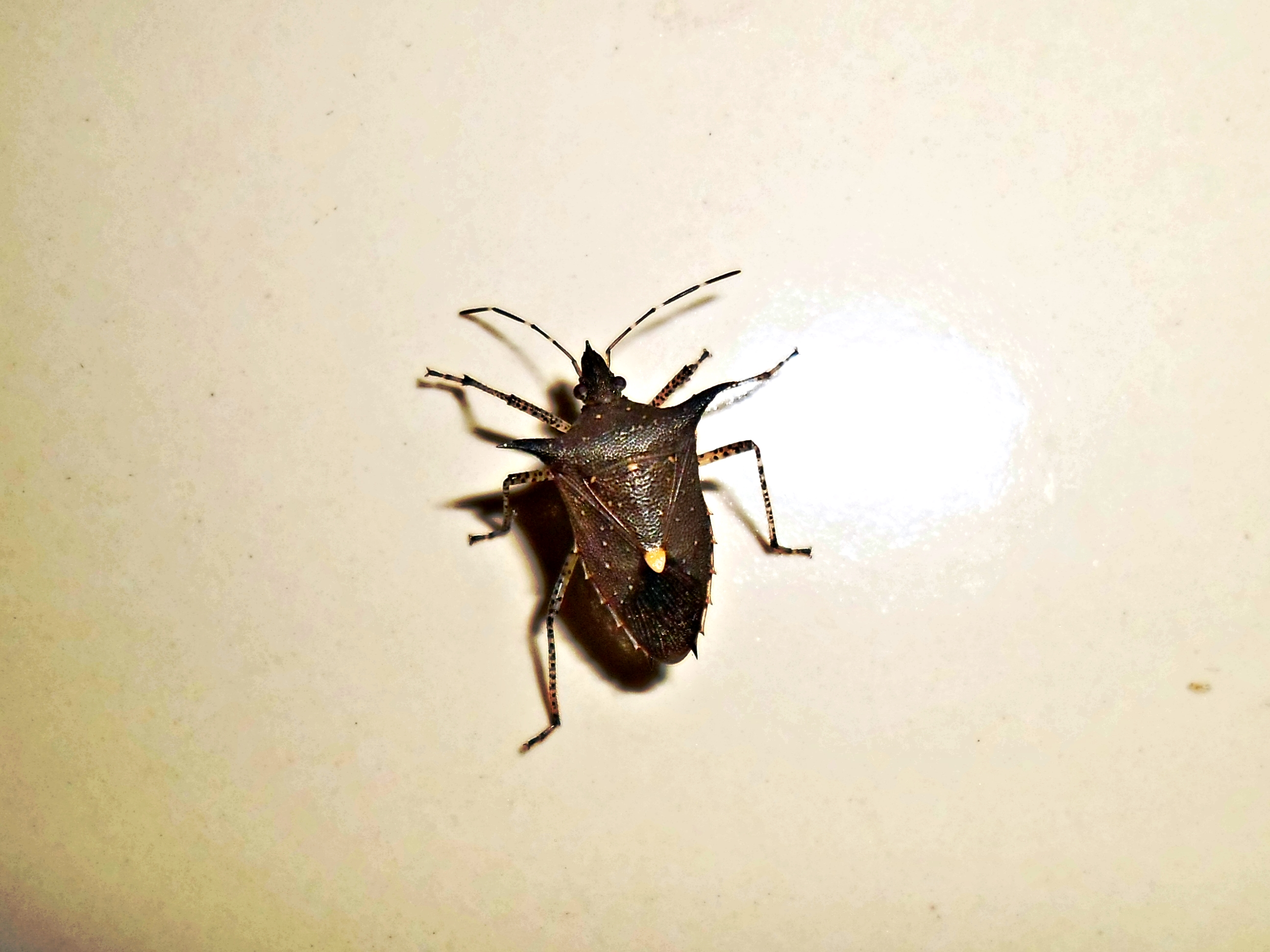
Euschistus heros

Tridecanal kommt im Sekret der Baumwanze Euschistus heros vor und vermutlich auch in Duftmarken von Großen Pandas.

## Herstellung
Tridecanal kann durch Hydroformylierung von 1-Dodecen gewonnen werden. Als Katalysatorsystem eignet sich beispielsweise eine Kombination aus Rhodium und Silber. Die biotechnologische Herstellung ist ebenfalls möglich. Bekannt ist eine Methode, bei der Myristinsäure mit einer α-Dioxygenase aus Cyanobakterien reagiert. Tridecanal entsteht daneben als eines der Hauptprodukte bei der Ozonolyse von 1-Tetradecen. Diese Reaktion wird als Modellsystem in Studien zur atmosphärischen Ozonolyse von Alkenen verwendet.

## Reaktionen
Tridecanal wurde in einer Totalsynthese von Muricatacin verwendet, um dessen Seitenkette einzuführen.

## Verwendung
Tridecanal wird als Duftstoff verwendet, die weltweite Verwendungsmenge liegt in der Größenordnung von 100–1000 kg pro Jahr.